# Vila Nova de Cacela
Vila Nova de Cacela é uma vila  portuguesa, sede da Freguesia de Vila Nova de Cacela do Município de Vila Real de Santo António, freguesia com 44,46 km² de área e 3873 habitantes (censo de 2021), tendo, por isso, uma densidade populacional de 87,1 hab./km², o que lhe permite ser classificada como uma Área de Baixa Densidade (portaria 1467-A/2001).

## Demografia
A população da freguesia registada nos censos foi:
| Ano  | 0-14 Anos | 15-24 Anos | 25-64 Anos | > 65 Anos |
| 2001 | 417       | 415        | 1861       | 769       |
| 2011 | 518       | 352        | 2117       | 915       |
| 2021 | 448       | 332        | 1930       | 1163      |

## História

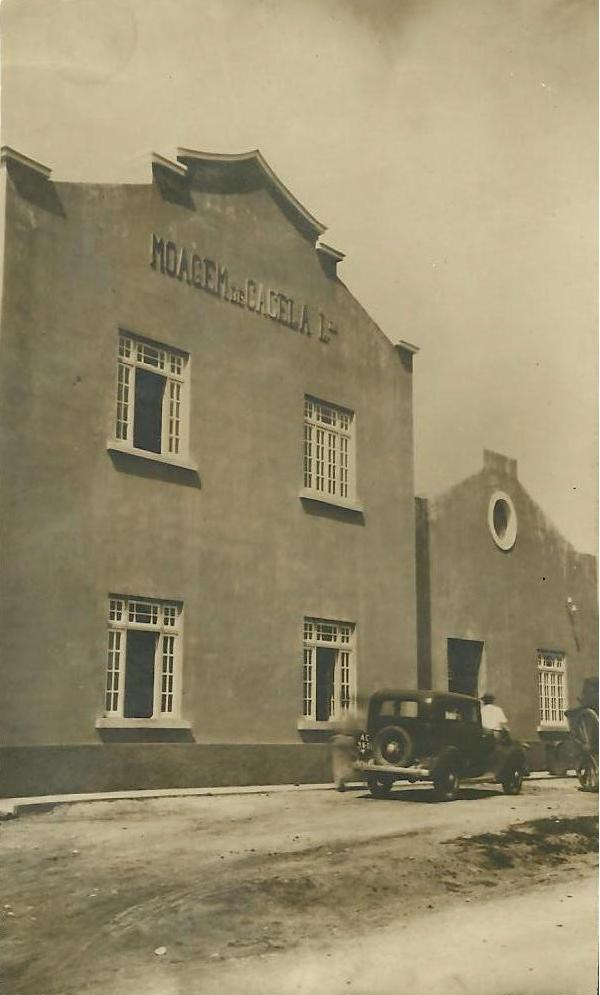
Antiga moagem de Cacela, em meados do século XX. O edifício já não existe.

Vila Nova de Cacela começou a desenvolver-se no início do século XX numa área rural de quintas principalmente devido à construção da estação ferroviária de Cacela e à antiga EN125.
É junto a esta via de comunicação que surgiram os primeiros edifícios da nova vila, que ao crescer tem vindo a absorver os antigos sítios tradicionais, com uma toponímia interessante: Buraco, Bornacha, Monte Grande, Poço Velho, Venda Nova, Coutada e Carvoeira. Na mesma época surge também alguma indústria ligada à agricultura, tais como uma moagem e lagares de azeite.
Em redor da povoação principal os sítios da freguesia são: Pocinho, Portela, Cevadeiras, Quinta Manuel Alves, Lota, Praia do Alto, Igreja, Fábrica, Terra Branca, Nora, Ribeiro do Junco, Areias, Marcela, Beco, Corujeira, Fonte Santa, Caliço, Quatro Estradas, Alfarrobeira, Poço das Cotovias, Arrife, Torre dos Frades, Rodeio, Cruz de Morto, Monte da Pita, Corte António Martins, Ribeira da Gafa, Pomar, Monte Novo e Pedra Alva.
Vila Nova de Cacela foi elevada a vila há 98 anos, pelo Decreto 12:978 de 4 de janeiro de 1927, data em que a sede da freguesia de Cacela foi igualmente transferida do sítio da Igreja (Cacela Velha) para o aglomerado resultante da junção das manchas urbanas dos sítios da Coutada, da Bornacha e do Buraco. Estava-se em plena Ditadura Militar, sendo Presidente da República o marechal Carmona e Ministro do Interior José Ribeiro Castanho (natural de Cacela).

## Geografia
Está territorialmente separada do resto do município pelas freguesias de Altura e Castro Marim, no concelho de Castro Marim, constituindo assim um exclave do município de Vila Real de Santo António.

### Clima
O clima da freguesia é mediterrânico; os invernos são curtos e suaves e os meses secos são cinco, de Maio a Setembro, sendo as temperaturas durante o Verão por vezes elevadas. As precipitações médias anuais rondam os 500 mm.

### Biota
Na vegetação natural predominaria no litoral o Pinheiro-manso associado ao Sobreiro, na faixa calcária barrocal a azinheira associada à alfarrobeira e à aroeira e na região serrana o Sobreiro associado à Azinheira.
As culturas predominantes são as da amendoeira, da oliveira, da alfarrobeira, da figueira e da laranjeira, que se adaptam muito bem aos solos profundos e férteis que se encontram desde a região serrana até junto ao mar.

## Turismo

### Manta Rota
A Manta Rota é uma importante estância balnear, desenvolveu-se a partir de uma antiga aldeia de pescadores. Durante o Verão as suas águas podem atingir temperaturas superiores a 24 °C. Nas imediações deste centro turístico tem início a Ria Formosa e localizam-se os vestígios de uma vila romana.

### Ribeira de Cacela
Pequeno curso de água cuja importância está relacionada com a existência de uma das mais importantes jazidas fósseis do país, bem como de um interessante sistema de rega que inclui um açude de origem desconhecida, e as ruínas de uma azenha e de diversas levadas. Para além disso ainda encontramos nesta ribeira formações cársicas e uma fonte onde segundo as lendas surgem mouros e mouras encantadas.

### Santa Rita
Pequena aldeia que possui nas suas imediações alguns vestígios arqueológicos, fornos de cal, noras e casas típicas, bem como uma capela do século XVIII dedicada a Santa Rita.

### Ria Formosa

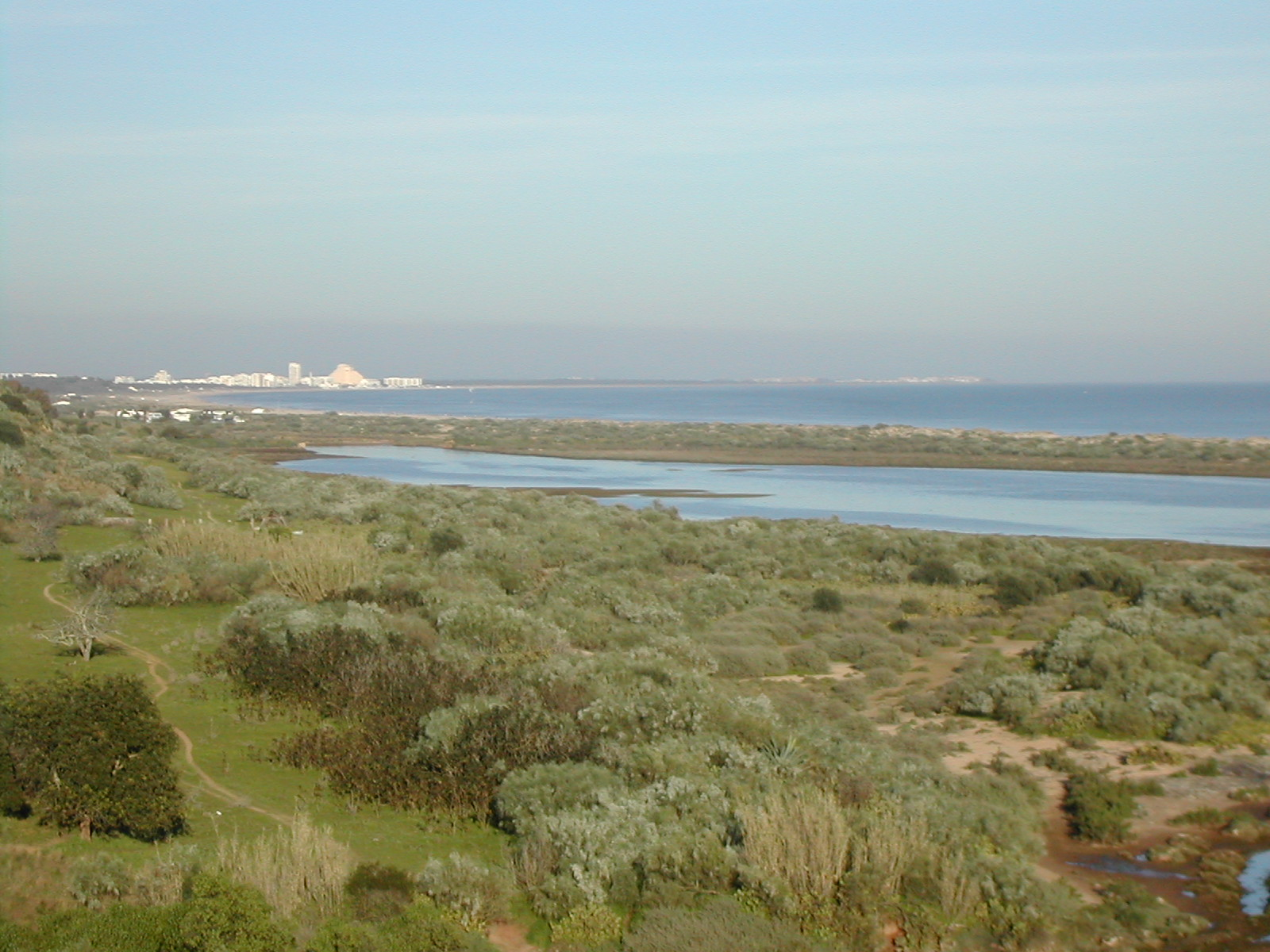
Troço final da Ria Formosa entre Cacela Velha e Manta Rota

Formação lagunar com uma fauna e flora rica e variada separada do mar por um frágil sistema de ilhas e penínsulas arenosas, canais, salinas e sapais; nesta freguesia encontra-se a extremidade leste do Parque Natural da Ria Formosa - a península de Cacela, compreendida entre a barra de Cabanas e a praia da Manta Rota -, da qual se vislumbra uma paiasagem singular; junto à ria próximo da Manta Rota encontra-se uma calçada medieval e uma arriba fóssil bem conservada.
O Parque Natural da Ria Formosa estende-se ao longo de 60 km de costa, entre o Ancão e a Manta Rota, coincidindo com um sistema lagunar formado a partir de sedimentos trazidos pelo mar e pelas linhas de água da bacia hidrográfica vertente. É limitado a sul por um cordão dunar com duas penínsulas - Ancão e Cacela - e ilhas-barreira arenosas separadas por barras - Barreta, Culatra, Armona, Tavira e Cabanas.
Tal como todos os sistemas litorais deste tipo, o cordão dunar da ria Formosa está sujeito a fenómenos de erosão e deriva litoral.
A geometria da costa frente a Cacela tem variado ao longo dos séculos em função das correntes marítimas, das tempestades, dos sismos e da acção do Homem. Cacela Velha já esteve, alternadamente, dentro e fora da ria Formosa, tendo tido à sua frente, em diferentes épocas, ilhas-barreira mais ou menos largas e extensas, barras ou vastos areais. Por exemplo, no início do século XX, a barra de Cacela era o ponto terminal da ria Formosa, nela desembocando o canal de Tavira - via marítima de acesso àquela cidade.
A Ria Formosa é dotada de grande riqueza biológica, com diversidades a nível da fauna e da flora de relevo nacional e internacional, principalmente como habitat de aves aquáticas. A paisagem, humanizada, completa-se com cursos de água doce, manchas de sapal e de pinheiro manso e algumas áreas de pastagens.

### Barrocal
Para além disso, na região barrocal de toda a freguesia existem uma série de quintas com edífícios oitocentistas aos quais a população designa chalés, sendo também aconselhável admirar a paisagem que se vislumbra do parque de campismo do Caliço, donde se observa parte da costa sotavento e o Cerro de São Miguel (411 m), bem como a Serra de Tavira (525 m).
Os calcários existentes e aflorantes na zona de Cacela são do Jurássico, sendo formados por calcários oolíticos. Estes calcários apresentam pequenas esferas carbonatadas do tamanho de ovos de peixe, resultantes da deposição de carbonatos em torno de pequenos núcleos (fragmentos de concha ou grãos de areia) e posterior rolamento em zonas de rebentação de ondas. Quando estas esferas atingem maiores dimensões os calcários são denominados pisolíticos. Não se verificam ocorrências de fósseis, mas a existência de oolítitos e pisólitos são indicativos de um ambiente de deposição em águas pouco profundas, energéticas e quentes
Os afloramentos das formações calcárias não têm extensão suficiente na área da freguesia para a existência de paisagem típica do Barrocal algarvio. Verificam-se no entanto alguns fenómenos de erosão típica dos calcários, nomeadamente algares no sítio da Fonte Santa, na proximidade da ribeira de Cacela, junto ao seu cruzamento com a linha de caminho-de-ferro. A ribeira de Cacela desaparece por vezes "engolida" por esses algares.

## Património Histórico
- Monumentos da Quinta da Nora e Herdade da Marcela
- Cacela Velha ou Núcleo histórico de Cacela Velha
- Forno romano da Quinta do Muro
- Castelo de Cacela
- Fortaleza de Cacela
- Igreja Matriz de Cacela-Velha ou Igreja de Nossa Senhora da Assunção

## Praias
- Praia da Lota
- Praia da Manta Rota
- Praia de Cacela Velha
- Praia da Fábrica